# Carpodacus
Carpodacus là một chi chim trong họ Fringillidae.

## Hình ảnh

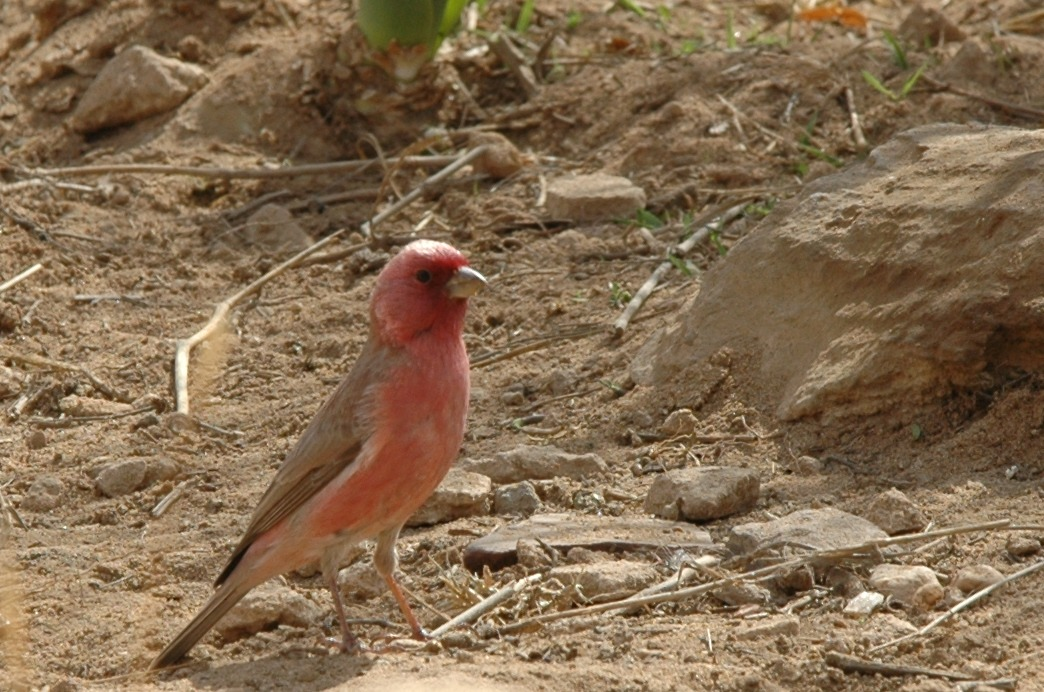
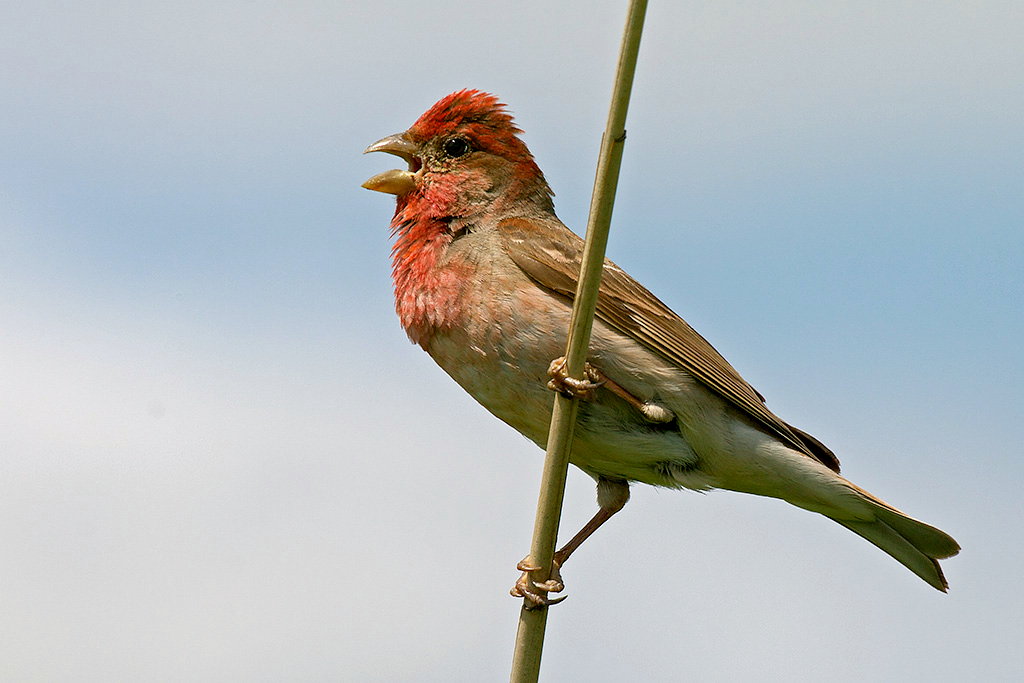
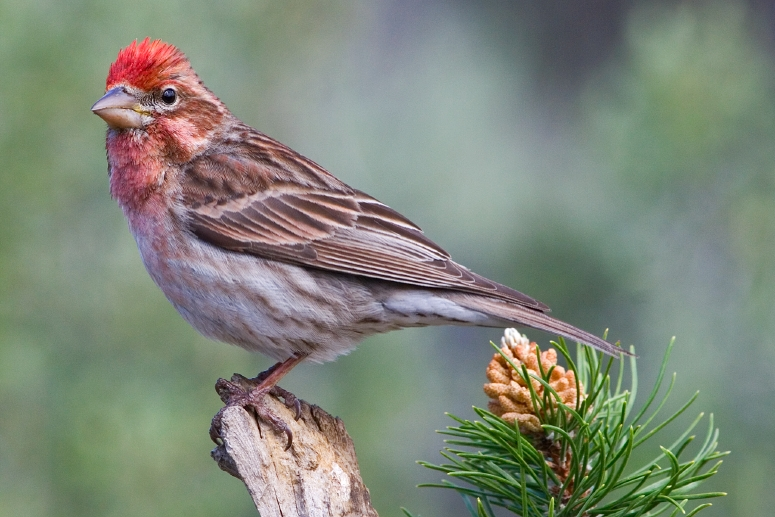
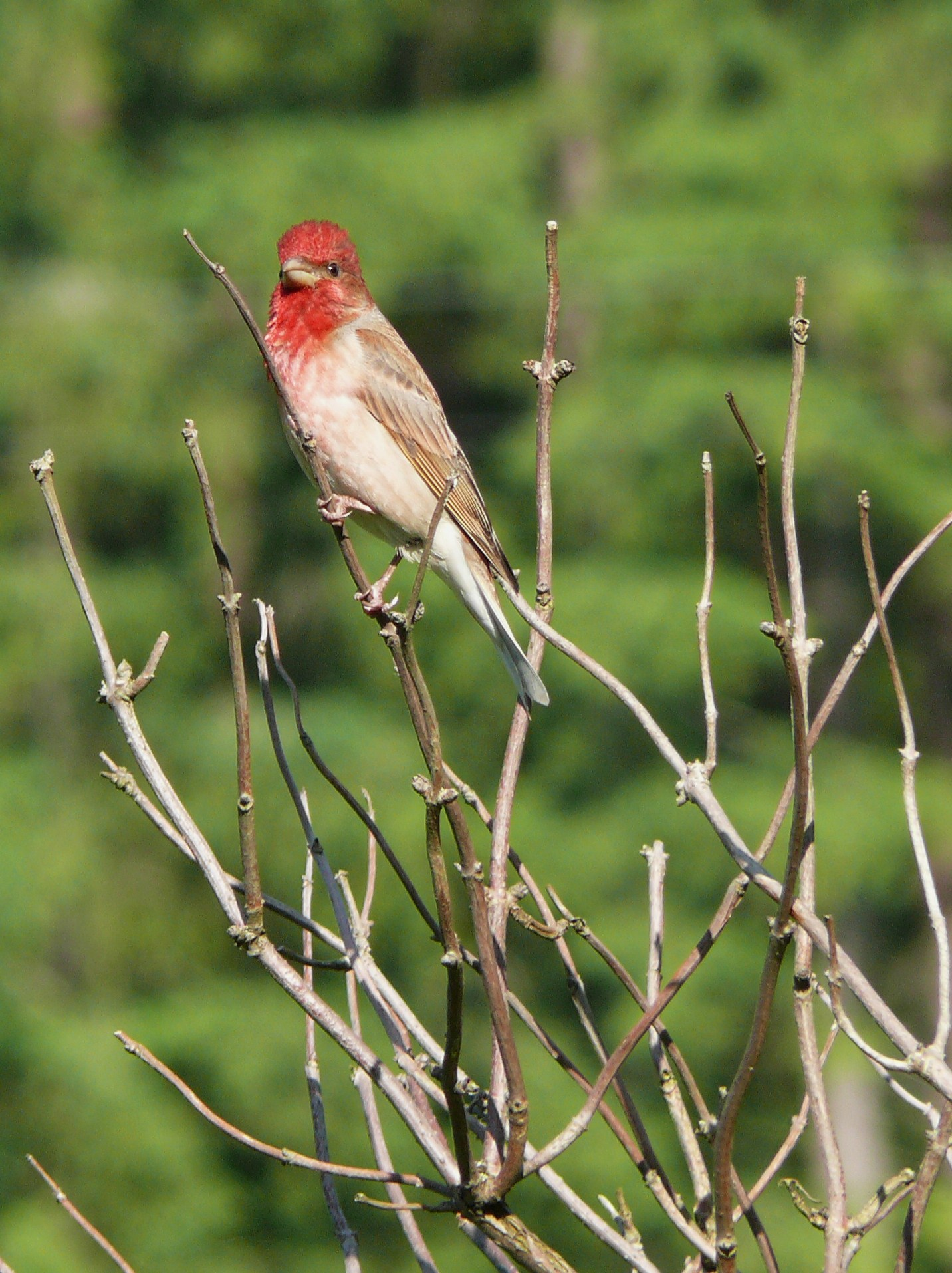
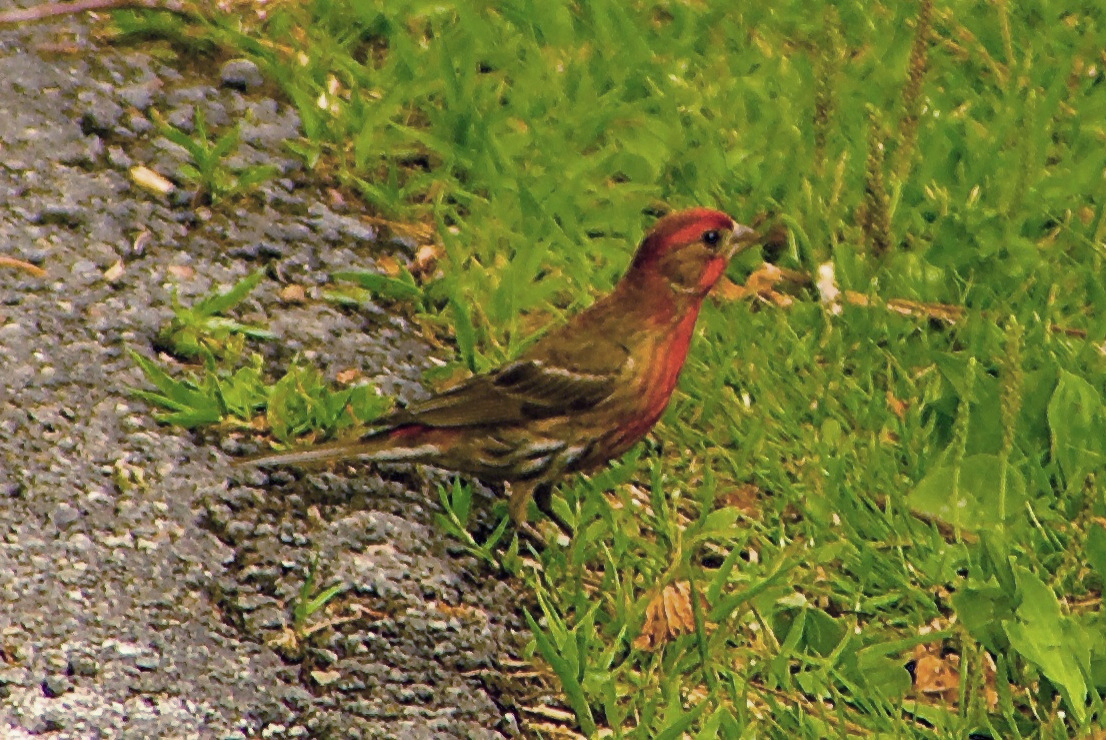